# Balocco (entreprise)
Ne doit pas être confondu avec Balocco (ville italienne).
Balocco S.p.A. est une entreprise italienne d'agroalimentaire fondée en 1927 et basée à Fossano (province de Coni), dans la région du Piémont, région dont elle est l'une des entreprises les plus importantes.
La marque produit principalement des gâteaux (biscuits, gaufrettes, panettone, pandoro, colombe de Pâques entre autres), et exporte ses produits dans plus de 60 pays à travers le monde.

## Histoire
L'entreprise est fondé dans la petite ville de Fossano (à environ 70 km au sud de Turin) tout d'abord en tant que pâtisserie par Francesco Antonio Balocco.
À partir de 1948, Balocco se met à produire des panettoni, pandori, colombe pasquali, biscuits ou encore des gaufrettes.
Après la Seconde Guerre mondiale, Balocco devient une industrie à part entière, et se met à produire industriellement des confiseries à partir de 1970 (année où la marque devient une firme industrielle).
Durant les années 1990, l'entreprise est reprise par les fils d'Aldo Balocco, Alessandra et Alberto.
Le 2 juin 2010, le président italien Giorgio Napolitano nomme Aldo Balocco chevalier de l'« Ordre du Mérite du travail ».
Le 26 août 2022, Alberto Balocco meurt soudainement, foudroyé lors d'une excursion à vélo sur les pentes du col de l’Assiette, dans les Alpes italiennes.

## Distribution
Les produits de la marque sont principalement distribués en Italie, en France, en Allemagne, en Espagne, en Albanie, en Égypte et aux États-Unis.
Les exportations totales de Balocco (présentes dans en tout 67 pays) représentent 10 % du chiffre d'affaires annuel.

## Publicité
L'entreprise met pour la première fois un pied dans le monde du football en devenant le sponsor officiel du club calabrais de la Reggina lors de la saison 1988-89.
Entre 2010 et 2012, Balocco marque un nouveau gros coup en sponsorisant le maillot extérieur du gros club de sa région d'origine, la Juventus (partenariat prolongé en tant que partenaire officiel jusqu'en 2012-13).
Entre 2013 et 2015, Balocco est le sponsor du maillot rose du Tour d'Italie de cyclisme.